# مقاومت‌ویژه و رسانندگی الکتریکی

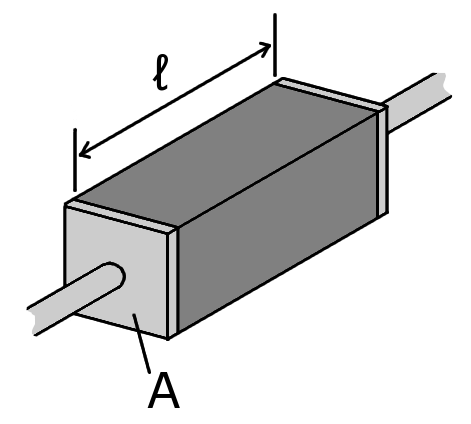
یک مقاومت الکتریکی.

مقاومت‌ویژه الکتریکی یک ویژگی اساسی ماده است که میزان مقاومت آن در برابر جریان الکتریکی را اندازه‌گیری می‌کند.و مقاومت‌ویژه پایین ماده ای را نشان می‌دهد که به راحتی جریان الکتریکی را عبور می‌دهد. مقاومت‌ویژه معمولاً با حرف یونانی ρ نشان داده می‌شود. واحد SI مقاومت‌ویژه الکتریکی اهم-متر (Ω⋅m) است. برای مثال، اگر یک مکعب جامد ۱ مترمکعب از مواد، دارای اتصال‌های صفحه‌ای در دو-وجه مخالف باشد و مقاومت بین این کنتاکت‌ها ۱Ω باشد، بنابراین مقاومت‌ویژه ماده ۱Ω⋅m است. 
{\displaystyle \rho =R{\frac {A}{\ell }}\,\!}
که
R مقاومت الکتریکی (بر حسب اهم Ω)
{\displaystyle \ell } طول ماده (بر حسب متر m)
A مساحت سطح مقطع ماده (بر حسب متر مربع m2) است.
مقاومت ویژه الکتریکی وابسته به دمای اجسام است؛ که تقریب خطی آن به‌صورت زیر است:
{\displaystyle \rho (T)=\rho _{0}[1+\alpha (T-T_{0})]}
مقاومت ویژه الکتریکی یک ماده رسانای خاص یک ویژگی از آن ماده خاص است که بیان می‌کند که آن ماده تا چه اندازه در برابر جریان الکتریکی مقاومت می‌کند با این کار می‌توان در یک دمای معین چند ماده رسانا را با توجه به طول و سطح مقطع با یکدیگر مقایسه کرد هرچه مقاومت ویژه بیشتر باشد مقاومت الکتریکی نیز بیشتر است.
رسانندگی الکتریکی یا رسانایی ویژه، متقابل مقاومت الکتریکی است. این نشان دهنده توانایی یک ماده برای هدایت جریان الکتریکی است. معمولاً با حرف یونانی σ (سیگما) نشان داده می‌شود، اما κ (کاپا) (به ویژه در مهندسی برق) و γ (گاما) گاهی استفاده می‌شود. واحد SI رسانندگی الکتریکی زیمنس بر متر (S/m) است.

## مقاومت ویژه برخی مواد
| ماده                 | ρ (Ω·m) در ۲۰ °C       | σ (S/m) در ۲۰ °C       | ضریب دمایی (K−1) | منابع            |
| -------------------- | ---------------------- | ---------------------- | ---------------- | ---------------- |
| گرافین               | ۱٫۰۰×۱۰−۸              | ۱٫۰۰×۱۰۸               | −0.0002          | [ ۱ ]            |
| نقره                 | ۱٫۵۹×۱۰−۸              | ۶٫۳۰×۱۰۷               | 0.0038           | [ ۲ ] [ ۳ ]      |
| مس                   | ۱٫۶۸×۱۰−۸              | ۵٫۹۶×۱۰۷               | 0.003862         | [ ۴ ]            |
| بازپخت کامل مس       | ۱٫۷۲×۱۰−۸              | ۵٫۸۰×۱۰۷               | 0.00393          | [ ۵ ]            |
| طلا                  | ۲٫۴۴×۱۰−۸              | ۴٫۱۰×۱۰۷               | 0.0034           | [ ۲ ]            |
| آلومینیم             | ۲٫۸۲×۱۰−۸              | ۳٫۵۰×۱۰۷               | 0.0039           | [ ۲ ]            |
| کلسیم                | ۳٫۳۶×۱۰−۸              | ۲٫۹۸×۱۰۷               | ۰٫۰۰۴۱           |                  |
| تنگستن               | ۵٫۶۰×۱۰−۸              | ۱٫۷۹×۱۰۷               | 0.0045           | [ ۲ ]            |
| روی                  | ۵٫۹۰×۱۰−۸              | ۱٫۶۹×۱۰۷               | 0.0037           | [ ۶ ]            |
| نیکل                 | ۶٫۹۹×۱۰−۸              | ۱٫۴۳×۱۰۷               | ۰٫۰۰۶            |                  |
| لیتیم                | ۹٫۲۸×۱۰−۸              | ۱٫۰۸×۱۰۷               | ۰٫۰۰۶            |                  |
| آهن                  | ۱٫۰۰×۱۰−۷              | ۱٫۰۰×۱۰۷               | 0.005            | [ ۲ ]            |
| پلاتین               | ۱٫۰۶×۱۰−۷              | ۹٫۴۳×۱۰۶               | 0.00392          | [ ۲ ]            |
| قلع                  | ۱٫۰۹×۱۰−۷              | ۹٫۱۷×۱۰۶               | ۰٫۰۰۴۵           |                  |
| فولاد کربنی (1010)   | ۱٫۴۳×۱۰−۷              | ۶٫۹۹×۱۰۶               |                  | [ ۷ ]            |
| سرب                  | ۲٫۲۰×۱۰−۷              | ۴٫۵۵×۱۰۶               | 0.0039           | [ ۲ ]            |
| تیتانیم              | ۴٫۲۰×۱۰−۷              | ۲٫۳۸×۱۰۶               | ۰٫۰۰۳۸           |                  |
| فولاد ضدزنگ          | ۶٫۹۰×۱۰−۷              | ۱٫۴۵×۱۰۶               |                  | [ ۸ ]            |
| جیوه                 | ۹٫۸۰×۱۰−۷              | ۱٫۰۲×۱۰۶               | 0.0009           | [ ۴ ]            |
| گالیم آرسنید         | ۱٫۰۰×۱۰−۳ to ۱٫۰۰×۱۰۸  | ۱٫۰۰×۱۰−۸ to ۱۰۳       |                  | [ ۹ ]            |
| ژرمانیم              | ۴٫۶۰×۱۰−۱              | ۲٫۱۷                   | −0.048           | [ ۲ ] [ ۳ ]      |
| آب دریا              | ۲٫۰۰×۱۰−۱              | ۴٫۸۰                   |                  | [ ۱۰ ]           |
| آب استخر شنا         | ۳٫۳۳×۱۰−۱ to ۴٫۰۰×۱۰−۱ | ۰٫۲۵ to ۰٫۳۰           |                  | [ ۱۱ ]           |
| آب آشامیدنی          | ۲٫۰۰×۱۰۱ to ۲٫۰۰×۱۰۳   | ۵٫۰۰×۱۰−۴ to ۵٫۰۰×۱۰−۲ |                  | [ نیازمند منبع ] |
| سیلیسیم              | ۶٫۴۰×۱۰۲               | ۱٫۵۶×۱۰−۳              | −۰٫۰۷۵           | [ ۲ ]            |
| چوب                  | ۱٫۰۰×۱۰۳ to ۱٫۰۰×۱۰۴   | ۱۰−۴ to ۱۰−۳           |                  | [ ۱۲ ]           |
| آب یون‌زدوده          | ۱٫۸۰×۱۰۵               | ۵٫۵۰×۱۰−۶              |                  | [ ۱۳ ]           |
| شیشه                 | ۱٫۰۰×۱۰۱۱ to ۱٫۰۰×۱۰۱۵ | ۱۰−۱۵ to ۱۰−۱۱         | ?                | [ ۲ ] [ ۳ ]      |
| چوب                  | ۱٫۰۰×۱۰۱۴ to ۱٫۰۰×۱۰۱۶ | ۱۰−۱۶ to ۱۰−۱۴         |                  | [ ۱۲ ]           |
| گوگرد                | ۱٫۰۰×۱۰۱۵              | ۱۰−۱۶                  | ?                | [ ۲ ]            |
| جو زمین              | ۱٫۳۰×۱۰۱۶ to ۳٫۳۰×۱۰۱۶ | ۳×۱۰−۱۵ to ۸×۱۰−۱۵     |                  | [ ۱۴ ]           |
| الماس                | ۱٫۰۰×۱۰۱۲              | ~۱۰−۱۳                 |                  | [ ۱۵ ]           |
| شیشه سیلیسی          | ۷٫۵۰×۱۰۱۷              | ۱٫۳۰×۱۰−۱۸             | ?                | [ ۲ ]            |
| پلی‌اتیلن ترفتالات    | ۱٫۰۰×۱۰۲۱              | ۱۰−۲۱                  | ?                |                  |
| پلی تترافلوئورواتیلن | ۱٫۰۰×۱۰۲۳ to ۱٫۰۰×۱۰۲۵ | ۱۰−۲۵ to ۱۰−۲۳         | ?                |                  |

## یادداشت
1. ↑  Referred to as 100% IACS or International Annealed Copper Standard. The unit for expressing the conductivity of nonmagnetic materials by testing using the Eddy current method. Generally used for temper and alloy verification of aluminium.
2. ↑  Gold is commonly used in کنتاکت because it does not easily corrode.
3. ↑  Commonly used for high voltage power lines
4. ↑  18% کروم/ 8% نیکل austenitic stainless steel
5. 1 2  مقاومت نیم‌رسانا‌ها بسیار به میزان آلاینده‌ها در آنها وابسته است.
6. ↑  با غلظت نمک 35 g/kg در ۲۰ °C.
7. ↑  This value range is typical of high quality drinking water and not an indicator of water quality
8. ↑  Conductivity is lowest with monatomic gases present; changes to ۱٫۲×۱۰−۴ upon complete de-gassing, or to ۷٫۵×۱۰−۵ upon equilibration to the atmosphere due to dissolved CO2